# Jean-Luc Garnier
Jean-Luc Garnier (* 1957 in Roanne) ist ein französischer Koch.

## Werdegang
1985 eröffnete Garnier mit seiner Lebensgefährtin Traudel Mayr das Restaurant Bründlhof in Wartenberg. 1998 wurde das Restaurant mit einem Michelinstern ausgezeichnet, das es bis 2008 mit Unterbrechung von 2006 bis 2007 hielt. Im Herbst 2008 erhielt es erneut einen Michelinstern.
Ende 2008 gingen die Garniers in seine Heimat bei Roanne und eröffneten dort das Restaurant Relais d’Urfé in Saint-Marcel-d’Urfé.
Das Ehepaar ist seit 2022 im Ruhestand, das Restaurant mit Gästehaus wurde verkauft.

## Privates
Seit 2003 ist er mit Traudel Mayr verheiratet und haben zwei Kinder (* 1986 und * 1988).

## Auszeichnungen
- 1998–2005 und 2008: Ein Michelinstern